# Список керівників держав 308 року
Список керівників держав 308 року — це перелік правителів країн світу 308 року.
Список керівників держав 307 року — 308 рік — Список керівників держав 309 року — Список керівників держав за роками

## Європа
- Боспорська держава — цар Фофорс (285/286-308/309); Радамсад (308/309-322/323)
- Ірландія — верховний король Фіаха Срайбтіне (285-322)
- Римська імперія
  - Схід — імператор Галерій (305-310); Август; Максимін II Даза; Цезар (305-309)
  - Захід — Ліциній (308-324) Август; Константин І Великий (308-337); Август
    - імператор-узурпатор Максенцій (306-312)
- Думнонія — Донольт (305-340)
- Святий Престол — папа римський — Марцел I (308-309)
- Візантійський єпископ Митрофан I (306-314)

## Азія
- Афригіди — Африг (305—?)
- Близький Схід
- Гассаніди — Джабала I ібн аль-Харіт I (307-317)
- Диньяваді (династія Сур'я) — раджа Тюрія Рупа (298-313)
- Іберійське царство — цар Міріан III (284-361)
- Велика Вірменія — Тиридат III (287/298-330)
- Індія
  - Царство Вакатаків — імператор Праварасена I (270-330)
  - Імперія Гуптів — магараджа Гхатоткача (280-319)
  - Західні Кшатрапи — махакшатрап Рудрасімха II (304-348)
  - Кушанська імперія — ?
  - Держава Чера — цар Іламкадунго (287-317)
- Китай
  - Династія Цзінь — Сима Чі (307-311)
  - Династія Чен — Лі Сюн (304-334)
  - Династія Рання Чжао — Лю Юань (304-310)
- Корея
  - Кая (племінний союз) — ван Коджіль (291-346)
  - Когурьо — тхеван (король) Мічхон (300-331)
  - Пекче — король Пірю (304-344)
  - Сілла — ісагим (король) Кірім (298-310)
- Паган — король Ін Мін Пайк (299-324)
- Персія
  - Держава Сасанідів — шахіншах Ормізд II (302-309)
  - Кушаншах Пероз II (303—330)
- Ліньї — Фам Дат (284—336)
- Сипау (Онг Паун) — Со Вай Па (257-309)
- плем'я табгачів — вождь Тоба Ілу (307-315)
- Хим'яр — Ясір Йухан'ім II (300-310)
- Японія — імператор Одзін (270-310)

## Африка
- Царство Куш — цар Лахідеамані (306-314)
  - Африка  — узурпатор Доміцій Александр (308-311)
  - Єгипет — Елій Гігін (308-309)